# Joseph Rheden
Joseph Rheden (* 5. April 1873 in Amlach, Osttirol; † 6. August 1946 in Lienz) war ein österreichischer Astronom und Fotograf.

## Leben und Wirken
Der Schwiegersohn des Astronomen Johann Palisa studierte an der Universität Wien von 1897 bis 1901 Astronomie, Mathematik und Physik. Bereits ab 1901 war Rheden Assistent an der Universitätssternwarte Wien, 1906 wurde er Adjunkt. Im Jahr 1935 ging Rheden als Hofrat in Pension. Er blieb aber als freiwilliger Mitarbeiter an der Sternwarte.
Hauptsächlich beschäftigte sich Rheden mit der Astrofotografie und Planeten- und Kometenbeobachtung. Außerdem widmete er sich dem astronomischen Zeitdienst. So stattete er die Sternwarte mit einem selbstgebauten Empfänger aus, mit dem die Uhren des Institutes als eines der ersten die eigenen Zeitanzeigen mit jenen der internationalen Funkuhr durch Funkzeitzeichen abgestimmt werden konnten.
Bereits im Jahr 1898 entwickelte er ein Instrument, mit dem die Meteorbahnen aufgenommen werden konnten. Ab dem Jahr 1908 wurde in der Sternwarte das Fotolabor mit einem Normalastrographen nach den Angaben Rhedens eingerichtet. Mit diesem Astrographen erstellte eine große Anzahl von Aufnahmen, vorwiegend von Planetoiden als Ergänzung der visuellen Aufzeichnungen von Palisa.

## Werke
- Photographische Belichtungstabelle, 1903

Folgende Asteroiden wurden von Rheden entdeckt:
- Aguntina, Februar 1913
- Libera, November 1913
- Leontina, Oktober 1916

## Auszeichnungen
- 1946: Ehrenbürger von Lienz